# Georg von der Groeben
Le comte Georg Reinhold von der Groeben-Neudörfchen (né le 16 juin 1817 à Schrengen (de) et mort le 25 janvier 1894 au manoir de Neudörfchen, arrondissement de Marienwerder (de)) est un général de cavalerie prussien.

## Biographie

### Famille
Georg Reinhold est issu de la grande famille aristocratique brandebourgeoise von der Groeben, qui a produit de nombreux officiers militaires. Il est le fils aîné du général prussien de cavalerie et propriétaire majoritaire du Neudörfchen Karl von der Groeben (de) (1788-1876) de son mariage avec Selma, née von Dörnberg (1797-1876).

### Carrière militaire
Groeben rejoint l'armée prussienne en 1836, devient sous-lieutenant en 1837 et en 1842 adjudant du prince de Prusse, plus tard roi de Prusse Guillaume Ier. En 1849, il participe à la répression de la Révolution de Bade. En 1853, il est nommé adjudant d'aile du roi Frédéric-Guillaume IV. En 1858, Groeben reçoit son premier commandement en tant que colonel et devient commandant de la gendarmerie du Corps, puis commandant du 3e régiment de hussards à Rathenow. En 1864, il participe à la guerre des Duchés. En 1865, il est promu major général et en 1866 prend le commandement du 3e brigade de cavalerie à Erfurt. Dans la guerre contre l'Autriche, le 3 juillet 1866, au cours de la bataille de Sadowa, il intervient contre la lourde 3e division de cavalerie de réserve sous les ordres du général de division von Coudenhove (de) dans la bataille de Stresetitz (de), il est blessé et reçoit plus tard l'Ordre Pour le Mérite. Après l'accord de paix, il prend le commandement du 14e brigade de cavalerie à Düsseldorf.
Pendant la guerre contre la France en 1870-71, Groeben commande la 3e division de cavalerie (6e et 7e brigade de cavalerie) affectée à la 1re armée dans la région de Metz en tant que lieutenant général. En janvier 1871, il est affecté à des parties du 1er corps d'armée pour couvrir  la zone située au nord-est de Paris et, en même temps, il sécurise le flanc sud de l'armée du général von Goeben dans la région d'Amiens-Corbie jusqu'à la Hallue. Pendant la bataille de Saint-Quentin, il avance avec son corps combiné pour soutenir Vermand et Étreillers.
Après la paix, il prend le commandement de la 4e division d'infanterie à Bromberg le 23 mai 1871. Déjà pendant la guerre franco-prussienne, von der Groeben s'est brouillé avec son général de corps d'armée Edwin von Manteuffel. Von der Groeben demande son transfert afin de  ne plus être subordonné à Manteuffel. En janvier 1872, il prend en charge la 5e division d'infanterie à Francfort-sur-l'Oder. De Francfort, il écrit une lettre acerbe à Manteuffel, à la suite de quoi ce dernier fait arrêter von der Groeben. Von der Groeben est condamné à quatre mois d'emprisonnement dans la forteresse de Glogau, mais est gracié après 14 jours en juillet 1872.
En 1875, sa carrière militaire prend fin en tant que général de cavalerie avant de prendre la direction des domaines hérités après la mort de son père en 1876. En 1877, lors de la présentation de l'Association des comtes de la province de Prusse, Groeben devient membre de la chambre des seigneurs de Prusse dont il est membre jusqu'à sa mort.

### Famille
Groeben épouse la comtesse Elisabeth von Münster-Ledeburg (de). Le couple a quatre filles:
- Selma (de) (1856-1938)
- Asta (1858-1915) mariée à Karl Richard Andreas von Kanitz (1862-1946)[3]
- Erna Eleonore Hedwig (1868-1951)